# Lago Gabiet
Il lago Gabiet (in titsch e ufficialmente Gabietsé; Lac du Gabiet in francese; Gabietsee in tedesco) è un bacino artificiale situato nella località Gabiethéttò, nel comune di Gressoney-La-Trinité, in Valle d'Aosta.

## Collocazione
Il bacino si trova nell'alta valle del Lys, ad una quota di 2.373 m s.l.m..

## Storia
Lo sbarramento che ha formato il lago, realizzato da una diga a gravità massiccia, venne costruito tra il 1919 e il 1922. Alimenta la centrale idroelettrica di Gressoney-La-Trinité e permette la generazione di 11 MW, con una produzione di 14,5 GWh/anno.

## Accesso
Il lago è raggiungibile tramite la telecabina che collega Stafal con la località Lyshéttò, accanto al lago.